# 진경지
진경지(陳慶之, 484년 ~ 539년)는 중국 남북조 시대 양나라의 명장이다. 자는 자운(子雲), 의흥군 국산현(義興郡 國山縣, 현재의 장쑤성 우시시 이싱시) 출신이다. 육진의 난으로 북위(北魏)가 혼란에 빠지자, 북벌(北伐)을 감행하여 낙양(洛陽)을 일시적으로 수복하는 전공을 올렸다.

## 개요
조상들도 대대로 군인을 배출했던 군인 집안 출신이다. 하지만 몸이 허약하고 검술이나 기마술에도 형편없어서 가족들은 쟁쟁한 형제들에겐 기대를 걸었지만 진경지에겐 거의 관심을 가지지 않았다. 당시 제 왕조의 고위 관료였던 소연은 바둑을 대단히 좋아했는데, 어린 진경지가 자기와 비슷한 수준의 실력을 가지고 있자 그때부터 자주 어울리며 총애했다. 진경지가 권력을 얻을 수 있었던 데는 소연의 후원이 큰 도움이 되었다.
당시의 국왕은 허약한 권력 기반을 유지하기 위해 매우 잔인한 공포 정치를 펼쳤는데, 이에 반발하여 진현달, 배숙업, 최혜경 등의 당시의 유명한 장군들이 연달아 반란을 일으켰고 서기 500년에는 소연도 반란에 합류했는데 이 때 진경지 역시 생애 처음으로 군대를 이끌고 함께 했다. 반란 과정에서 진경지는 놀라운 성공을 거두면서 훨씬 힘이 강하던 다른 반란군들을 제압하고 나아가 왕군을 괴멸시켰다. 제의 수도를 함락시킨 것도 진경지였다. 이 공으로 소연은 진경지에게 대장군의 자리를 주었다. 이 후 진경지는 봉급과 가지고 있던 사재를 모두 자기 사람을 모으고 조직하는 데 썼지만 소양은 결코 의심하지 않고 오히려 진경지의 권력을 갈수록 더해주었다.
당시 중국의 중앙부를 지배하던 북위와 새로 소연이 세운 양은 525년을 시작으로 수십 년에 걸쳐 이어지게 될 전면전을 시작하였다. 진경지는 2천 명의 기병대만을 이끌고 재빨리 선수를 쳐서 예장왕을 사로잡는 공을 세웠다. 이때 진경지 외에도 두 명의 장군(그 중 한 명은 왕인 소연의 동생이었다)이 각기 다른 경로로 북침했지만 보루를 쌓고 적의 퇴로를 끊은 북위의 군대에게 전멸당했다. 홀로 공을 세운 진경지는 이제 두 사람의 잠재적 경쟁자가 전사하면서 명백하게 군권의 정점에 설 수 있게 되었다.
526년, 북위에서 승세를 몰아 11만 5천 명의 군대를 파견해 양을 공격한다. 전선은 순식간에 무너졌고 국경의 책임자마저 북위에게 항복했기에 단숨에라도 적군이 수도에까지 밀고 들어올 수 있는 상황이었다. 대장군이 된 진경지는 방어 대신 적극적인 공세로 나서 적의 기점 역할을 하던 수춘으로 진입해 2달 만에 53개의 성을 점령하고 9만 명의 적을 죽였다. 앞뒤로 포위될 것을 두려워해 수춘으로 공격해 온 북위의 주력군은 와양 평원에서 진경지와 마주보고 포진하였다. 부사령관이던 위방은 "지금은 수비를 굳건히 하면서 적이 지치길 기다려야 하며, 양의 수도에서 원군이 오면 적을 포위해서 무찌를 수 있다" 고 주장했다. 하지만 진경지는 첫째, 양의 본국에 있는 전력은 믿을 수 없으며, 북위군에게 각개격파당할 위험이 크다. 둘째, 지금 점령한 수춘은 믿을 수 없고 우리 군대는 적으니 언제 적을 도와 배반할지 모른다. 그렇게 되면 아군은 독안에 든 쥐 신세가 될 것‘ 이라며 적극적인 공세를 펼쳤다. 적의 수가 많은 것을 보고 병사들이 두려워하며 나아가지 않자 진경지는 직접 병사들을 힘있게 독려하며 ’우리는 이제껏 승리를 거듭했다. 이번 전투는 우리의 명예를 영원한 것으로 만드는 마지막 전투가 될 것이다‘라며 스스로 선두에 서서 전쟁을 지휘했다. 전투는 진경지의 승리로 끝났고, 양은 양자강 이북에 영토를 가지면서 경제적, 그리고 군사적으로 대단한 우위에 설 수 있게 된다.
529년을 시작으로 진경지는 방어가 아니라 영토 확장을 목적으로 원정을 수행하게 된다. 첫 해에 13개의 성을 빼앗았고, 특히 교통의 요지인 양양과 여남을 교묘한 속임수로 피 한 방울 흘리지 않고 접수한 것은 의미가 컸다. 이제 진경지의 군대는 북위의 중심부까지 진격할 수 있는 길을 뚫은 셈이었다. 하지만 진경지는 곧바로 진격하는 것을 자제하고 북위의 영토 각지를 공격하면서 적의 세력을 약화시키는 데 주력했다. 진경지의 군대 가운데 핵심 주력은 3천 명의 기병이었는데, 이들은 진경지가 처음 전쟁에 나왔을 때부터 함께한 최정예 군단이었다. 이들은 모두 흰 갑옷을 입어서 자신들을 상징했다.
531년 2번째 북벌에 나섰을 때 진경지 휘하의 병력은 6만 명이었다. 이는 전쟁으로 인구가 감소한 중국에선 상당한 대군이지만 북위를 제압하기엔 역시 부족한 병력이었다. 북위가 동원할 수 있는 병력은 20만 명을 웃돌았고 당장 전투에 동원할 수 있는 상비군도 10만 명에 가까웠다. 게다가 적지에서 전쟁을 하는 만큼 군수품 보급의 문제도 장군을 끈질기게 괴롭혔던 난제 중 하나였다. 하지만 이후 8년간 벌인 전쟁에서 진경지는 47차례의 전투에서 모두 승리를 거두었고 32개의 도시, 그것도 북위의 핵심부인 황하 유역에 위치한 대도시들을 공략하는 데 성공했다. 중국 역사상 양자강 이남에서 일어난 세력이 인구가 많은 황하 유역을 장악한 세력을 상대로 공세를, 그것도 이처럼 성공적인 공세를 펼친 사례로는 진경지가 거의 유일하다. 보급의 문제로 영구적으로 점령을 유지하지는 못했지만 4천 명의 별동대로 3만 명의 북위군이 수비하던 낙양을 함락하기도 했다.
하지만 국력에서 본래 양을 압도하던 북위는 국내 깊숙이 들어온 진경지를 상대로 조직적인 반격을 개시하였다. 이때 낙양에선 기근이 심해 식량이 없었고 게다가 화산 폭발까지 겹쳤다. 결국 61일간 낙양에 주둔하던 진경지는 군대를 이끌고 회군했는데 이 과정에서 이주영이 이끄는 북위군에게 덜미가 잡혀 적지 않은 병력을 잃었고, 진경지 스스로도 적의 눈에 띄지 않도록 머리를 밀어야 했다. 하지만 신속한 후퇴와 도중에 매복 작전으로 반격에 성공, 추격군을 격퇴 시키고 무사히 귀국하는데 성공했다. 개중엔 진경지의 책임을 물어야 한다는 관료들도 있었지만 그의 전공으로 북위의 국력이 크게 쇠퇴한 것은 명백했다. 실제로 강성하던 북위는 진경지의 공격을 막아내면서 기력을 다해 4년 이후 멸망했다.
북위의 영토가 여러 번국들로 나뉘자 진경지는 세 번째 북벌을 감행했다. 황하강의 하류 일대를 장악하고 있던 후경을 상대하면서 폭설로 위기에 빠지기도 했지만 병사들을 강하게 결속시키고 역전에 성공한다. 이 때 진경지는 자기가 죽을 것으로 짐작하고 유서를 남기기까지 했으니 그 위급한 상황을 짐작할 수 있다. 이 때 진경지와 그의 군대는 식량이 바닥나 8일 동안 잡초와 나무껍질로 연명했다.
나이 54세에 마지막 원정을 나가 반란을 일으킨 승강을 명령을 받은 지 12일 만에 참수하고 7만 명의 포로를 잡아왔다. 당 왕조 시대의 역사가들이 기록하기를 ‘진경지의 전공은 세상을 뒤덮었다. 그 공은 한신에 버금가고, 곽거병과 백기에 필적하며, 악의와 염파와 이목을 더한 것보다 크다’며 고대 중국의 가장 유명한 장군들 중에서도 특히 돋보이는 인물로 묘사하고 있다.
진경지는 성격이 신중하고, 누구의 말에건 겸손한 자세로 귀를 기울였다. 생활은 검소하고, 그저 흰 옷을 입었을 뿐이며, 유흥을 좋아하지 않았다. 허약한 체력과 볼품없는 외모에도 불구하고 부하들로 하여금 그에게 목숨을 바치도록 할 줄 알았다. 더욱이 특이한 점은 진경지는 출신이 빈약하다는 점이다. 문벌을 중시했던 남조 양나라에서는 그와 같은 출신으로 고관에 오르는 것은 드문 일이었다. 양나라 역사상 그와 같은 지위에 오른 사람은 진경지가 유일했다